# Ondine Valmore
Pour les articles homonymes, voir Ondine (homonymie).
Ondine Valmore est une poétesse et femme de lettres française née à Lyon le 2 novembre 1821 et morte le 12 février 1853 .

## Biographie
Prénommée Marceline Junie Hyacinthe, dite Ondine, elle est la fille de Marceline Desbordes-Valmore et de François Prosper Lanchantin, dit Valmore, bien que l'homme de Lettres Henry Hyacinthe de Latouche pensait en être le père.
Intellectuellement parlant, Ondine est une enfant précoce et douée pour la littérature et les langues, notamment le latin et l'anglais, dont elle entreprend des traductions, comme certaines œuvres de Shakespeare[réf. nécessaire] ou un poème de William Cowper. 
Après avoir été institutrice dans la pension de jeunes filles de Sophie Bascans, elle devient en 1848 inspectrice des pensionnats de demoiselles du département de la Seine, à la grande fierté de sa mère, le concours étant très difficile.
Ondine Valmore reçoit en 1839 le premier prix de poésie du concours de l'institution Lévi pour un poème intitulé « Le baptême du Comte de Paris ». Un autre poème d'elle, « À une amie », est publié en 1840 dans la Revue du Lyonnais. En 1843, elle publie trois contes sous le titre Comment on devient sage, suivi de Sachez garder votre ami et de Paul et Pataud chez Paul Melliet à Paris, dans la collection des petits livres de M. le curé, bibliothèque du presbytère, de la famille et des écoles. La même année, elle publie à Londres un Conte pour Anna, réédité en France en 1844, aussi chez Paul Melliet, sous le titre Comment on devient heureux et publié en néerlandais à Amsterdam en 1846. L'ouvrage de 1844 contient aussi un conte sur la vocation musicale d'André Grétry, intitulé « Un vœu d'enfant ».
Ondine est d'un caractère indépendant et émancipé. Sa mère, qui ne peut concevoir que sa fille demeure célibataire et trop portée sur la tendre amitié féminine, avait développé une obsession à l'idée de la marier, ce qu'Ondine finit par accepter[réf. nécessaire]. Le 16 janvier 1851, elle se marie avec l'homme choisi par sa mère : Jacques Langlais, avocat, et député de Mamers. Un garçon, Marcel, nait de leur union un an après leur mariage, mais il ne vit que trois mois.

### Problèmes de santé
Dès l'âge de douze ans, Ondine a des problèmes respiratoires et pulmonaires. Vers l'âge de vingt ans, ses problèmes de toux s'aggravant, avec suspicion de tuberculose, elle est envoyée par sa mère à Londres chez le docteur Curie car il bénéficie d'une bonne réputation, avant de se révéler être un charlatan.
Les dix dernières années de sa vie sont jalonnées d'internements dans des sanatoriums pour combattre sa tuberculose. Elle finit par en mourir à l'âge de 31 ans, le 12 février 1853, au 111 rue de la pompe à Passy, dans les bras de sa mère, qui avait déjà perdu sa dernière fille Inès de la tuberculose, et de Sainte-Beuve, qui l'avait courtisée,.
Ondine publia quelques courts recueils de poèmes et de contes. Ayant passé une grande partie de sa vie avec une épée de Damoclès au-dessus de sa tête, le thème de la mort et du cycle de la vie, symbolisés par le motif de l'automne et de l'hiver, sont très présents dans ses œuvres. Néanmoins, celles-ci sont aussi riches de la joie des instants précieux à savourer.

## Poèmes
La voix

La neige au loin couvre la terre nue ; 

Les bois déserts étendent vers la nue 

Leurs grands rameaux qui, noirs et séparés, 

D'aucune feuille encor ne sont parés ; 

La sève dort et le bourgeon sans force 

Est pour longtemps engourdi sous l'écorce ; 

L'ouragan souffle en proclamant l'hiver

Qui vient glacer l'horizon découvert.

Mais j'ai frémi sous d'invisibles flammes 

Voix du printemps qui remuez les âmes, 

Quand tout est froid et mort autour de nous, 

Voix du printemps, ô voix, d'où venez-vous ?…

Moriture

Regarde ! avec amour la terre se couronne ; 

Sous les vents attiédis son front rêve et frissonne ; 

L'herbe rajeunissante habille le rocher 

Où les nids amoureux vont déjà se cacher.

Regarde ! à flots pressés la sève monte et chante.

On voit les bois frémir : 

Donne toute ton âme au tableau qui t'enchante, 

Ô toi qui dois mourir !

Écoute ! la nuit pure a soulevé ses voiles, 

Et berce l'univers aux hymnes des étoiles ; 

Sous les rameaux touffus une touchante voix 

S'élève, traduisant l'âme errante des bois ; 

C'est un oiseau, le seul qui soupire et qui veille ; 

Ecoute-le gémir, 

Et garde cette voix longtemps à ton oreille, 

Ô toi qui dois mourir !

### Œuvres
- Comment on devient sage, suivi de Sachez garder votre ami et de Paul et Pataud sur Gallica, Paris : Paul Mellier, 1843
- Comment on devient heureux, suivi de Un vœu d'enfant sur Gallica, Paris : Paul Mellier, 1844 (première édition de Comment on devient heureux publié à Londres en 1843 sous le titre Un conte pour Anna, réédité dans Ondine Valmore : par Jacques Boulenger sur Google Livres) ; traduction en néerlandais : Hoe men gelukkig wordt sur Google Livres, Amsterdam : C. Wouters, 1846.
- Les Cahiers de Ondine Valmore sur Gallica, avec une introduction et des notes de Albert Caplain, C. Bosse, 1932